# Mono- und Diglyceride von Speisefettsäuren

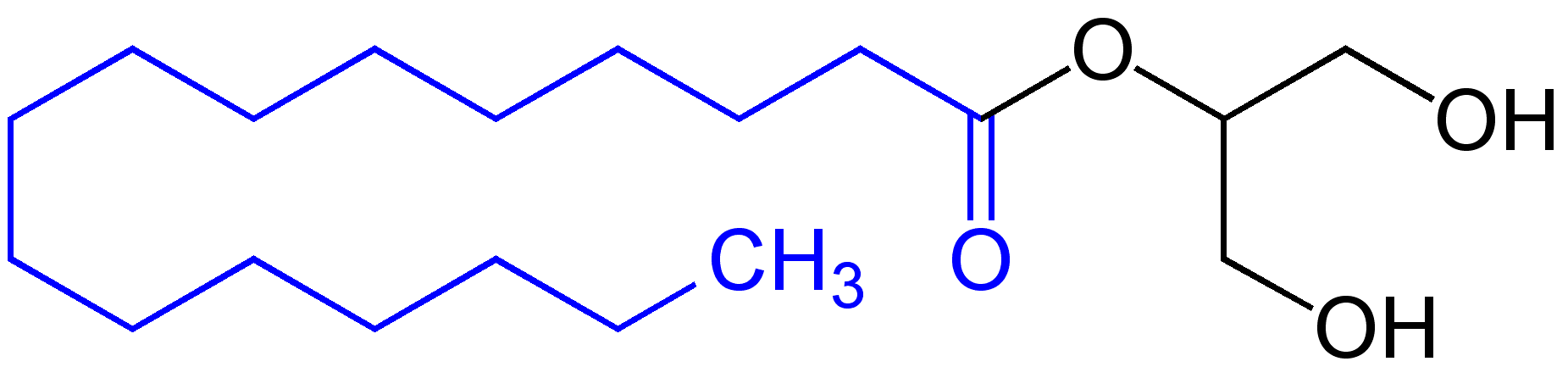
Ein typisches Monoglycerid, hier mit einem gesättigten Fettsäurerest (blau markiert).

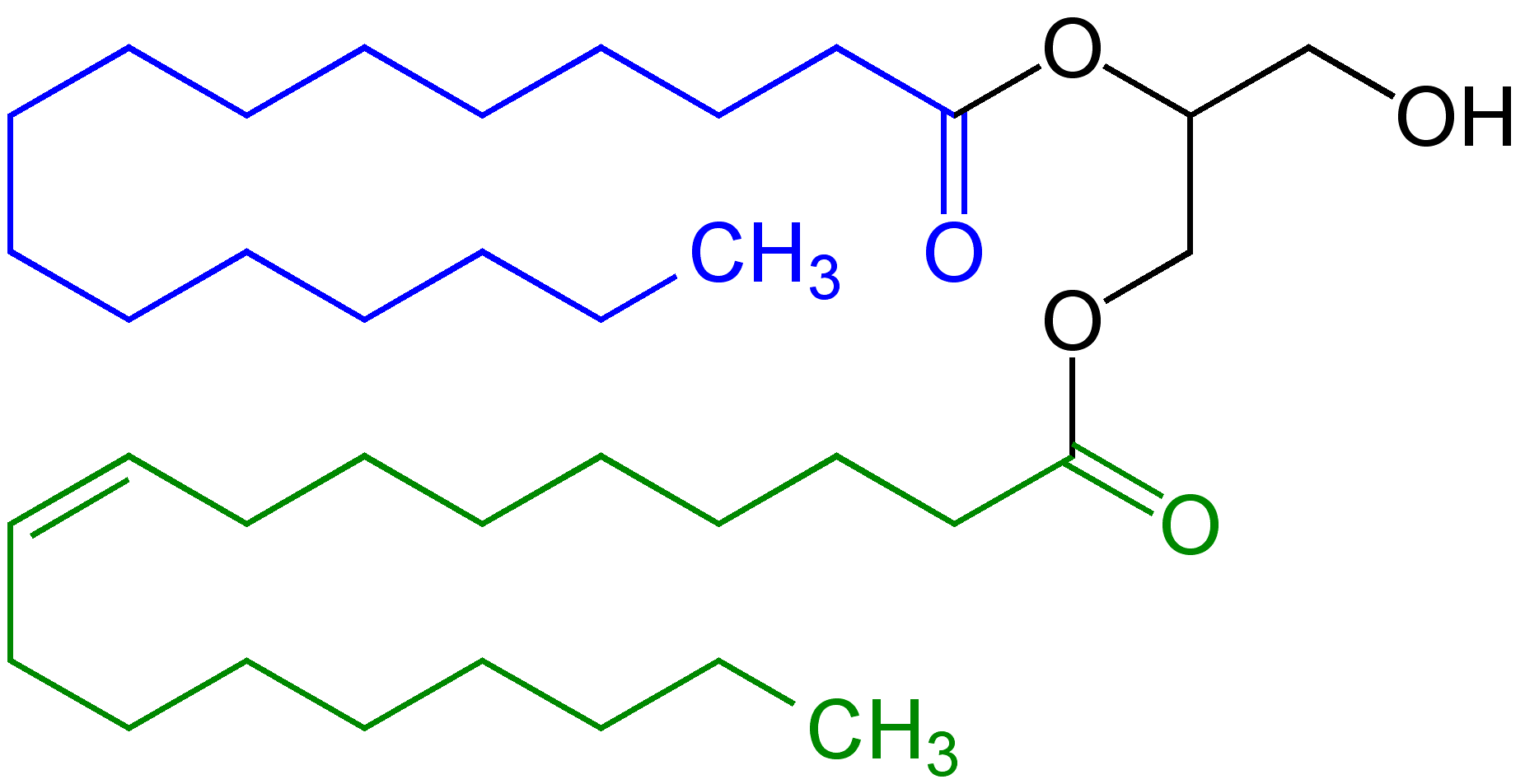
Ein typisches Diglycerid, hier mit einem gesättigten Fettsäurerest (blau markiert) und einem ungesättigten Fettsäurerest (grün markiert).

Mono- und Diglyceride von Speisefettsäuren sind Mono- bzw. Diester des Glycerins (Acylglycerine) mit natürlich vorkommenden Fettsäuren.
Mono- und Diglyceride werden vor allem als Emulgatoren bei der Erzeugung von Back- und Konditoreiwaren, Schokoladenprodukten, Margarine, Säuglingsnahrung, Kakaopulver, Milchpulver, Kartoffelpüree, Reis und Nudeln eingesetzt. Diese Eigenschaft wird durch den Zusatz von Salzen der Speisefettsäuren (E 470a) verstärkt. In Backwaren gehen die Verbindungen Wechselwirkungen mit der enthaltenen Stärke ein, die dazu führen, dass diese ihre Wasserbindungsfähigkeit länger aufrechterhält und die Backwaren weniger schnell austrocknen. Bei der Herstellung von Konfitüren oder Gelees werden die entschäumenden Eigenschaften der Mono- und Diglyceride genutzt. Ihre veresterten Varianten haben schwache Emulgatoreigenschaften, allerdings verstärken sie die Wirkung anderer Emulgatoren deutlich und sind in der Lage, durch die Bildung harter Oberflächenfilme Luft in Lebensmitteln zu halten.
Mono- und Diglyceride von Speisefettsäuren sind in der EU als Lebensmittelzusatzstoff der Nummer E 471 und verestert mit verschiedenen Säuren als E 472a-f ohne Höchstmengenbeschränkung (quantum satis) für Lebensmittel allgemein zugelassen. Bei der Veresterung zu E 472 werden je nach Buchstabe Essigsäure (E 472a), Milchsäure (E 472b), Citronensäure (E 472c), Weinsäure (E 472d), Mono- und Diacetylweinsäure (E 472e) oder gemischte Essig- und Weinsäure (E 472f) verwendet.
Mono- und Diglyceride werden aus Fettsäuren und Glycerin hergestellt, die in der Regel pflanzlichen, seltener auch tierischen Ursprungs sind.

## Natürliche und unerwünschte Entstehung aus Fetten
Mono- und Diglyceride von Speisefettsäuren fallen als Abbauprodukte der Nahrungsfette bei der Fettverdauung (Lipolyse) an und sind auch in verdorbenen Lebensmitteln zu finden.